# Língua guugu yalandji
Guugu Yalandji (Kuku-Yalanji) é uma língua aborígene falada por cerca de 323 pessoas em Queensland, Austrália. É a língua tradicional do povo Kuku Yalanji. Apesar dos conflitos entre o povo Kuku Yalanji e os colonos britânicos em Queensland, a língua tem um número saudável de falantes, e esse número está aumentando. Mesmo ameaçado e extinção, seu uso é vigoroso e as crianças o aprendem nas escolas. Todas as gerações de falantes têm atitudes positivas na linguagem. Os Kuku Yalanji ainda praticam sua religião tradicional e possuem tradições orais ricas. Muitas pessoas na comunidade Kuku Yalanji também usam o inglês. 100 falantes de Kuku Yalanji podem ler e escrever em Kuku Yalanji.

## Dialetos
Kuku Yalanji, Yungkurara, Kuku Nyungkal, Kokobididji, Kokobujundji, Kokokulunggur, Kokowalandja, Wakara, Wakaman?, Djankun, Muluridji, ?Wulpura

## Escrita
O afabeto latino usado pelo Guugu Yalandji não usa as letras E, O, C, D, F, H, K, P, Q, S, T, V, X, Z. Usam-se as formas Ng, Ny.

## Fonologia

### Vogais
Kuku-Yalanji uses the typical three-vowel system, /a, u, i/, used in other Aboriginal Australian languages.

### Consoantes
This table uses the standard orthography used by both linguists and the speech community. Stop sounds can range between voiced and voiceless releases. Where the orthography differs from the IPA representation, the orthography is bolded
|             | Labial                      | Alveolar                                | Retroflexa                    | Palatal                     | Velar                           |
| ----------- | --------------------------- | --------------------------------------- | ----------------------------- | --------------------------- | ------------------------------- |
| Oclusiva    | b / surda - p ~ sonora – b/ | d / surda - t ~ sonora - d/             |                               | j /surda - c ~ sonora - ɟ/  | g /surda - k ~ sonora velar -ɡ/ |
| Nasal       | /Bilabial nasal - m/        | /Dental, alveolar- n/                   |                               | ny /Palatal nasal - ɲ/      | ng /Velar nasal - ŋ/            |
| Aproximante | /sonora aproximante -w/     | l/                                      | r /retroflexa aproximante -ɻ/ | y /palatal aproximante - j/ |                                 |
| Vibrante    |                             | rr /Dental, alveolar e pós-alveolar -r/ |                               |                             |                                 |

## Amostra de texto
Pai Nosso
Nganjinanga nganjan jiringa, yundu ngulkurr bajaku. Nganjin yunun kuku nyakaku. Yundu yunduku majamaka bubungu yala yundu maja jiringa. Nganjinanga mayi daya nyikunku. Nganjinandamunku buyun-buyunku milka-wulay, yala nganjin buyun-buyunku milka-wulay kanbalda balkan nganjinanda. Yundu nganjinin nyakaku. Dubu kanbi, nyulu kari milka-bakanka, buyun-damanka. Yunduku majakuda, yunduku junkurrjikuda, yunduku dayirr-dayirrkuda.